# Делта Еърлайнс
„Делта Еърлайнс“ е голяма американска авиокомпания със седалище в Атланта, Джорджия. Компанията и дъщерните ѝ дружества осъществяват над 5400 полета ежедневно, обслужвайки 325 дестинации в 52 държави от шест континента. Delta Air Lines е основател на авиационния алианс SkyTeam.
Компанията разполага с девет хъба, като главният ѝ е в Атланта, където обслужва най-много пътници и полети. Нарежда се на второ място сред авиокомпаниите в света по размер на флота и планирани пътнически превози.

## История
Компанията е основана на 2 март 1925 г. в Мейкон, Джорджия, но се премества в Монро, Луизиана, през лятото на същата година. По това време компанията се занимава с пръскане на посеви от въздуха, най-вече срещу бръмбара Anthonomus grandis, който засяга памука. Компанията е наречена в чест на делтата на река Мисисипи.
Пътническите превози започват на 17 юни 1929 г. от Далас, Тексас, до Джаксън, Мисисипи. Към юни 1930 г. вече се осъществяват превози на изток до Атлантна и на запад до Форт Уърт.
През 1941 г. авиокомпанията премества щаб-квартирата си от Монро на днешното ѝ място в Атланта. През 1946 г. компанията започва редовни товарни превози, а през 1949 г. започва да предлага намалени полети между Чикаго и Маями. През 1953 г. компанията започва да обслужва международни маршрути, след като придобива Chicago and Southern Air Lines.
Към 1970 г. Delta Air Lines вече разполага с флот само от реактивни самолети, а през 1972 г. придобива Northeast Airlines. Трансатлантическите полети започват през 1978 г. между Атланта и Лондон. През 1987 г. придобива Western Airlines, като през същата година започва да предлага полети над Тихия океан между Портланд и Токио. През 1991 г. Pan Am банкрутира и останалите ѝ дялове са изкупени от Delta Air Lines. Така компанията се превръща във водещия авиопревозвач над Атлантика.
През 1997 г. Delta Air Lines става първата авиолиния, превозила над 100 милиона пътници за една календарна година. Същата година разраства международните си маршрути до Южна Америка.
На 14 септември 2005 г. компанията подава документи за банкрут, като за причина споменава покачващите се цени на горивата.. През април 2007 г., обаче, успява да излезе от банкрут, като същевременно се спасява от присвояване от страна на US Airways, а акциите на компанията отново се появяват на Нюйоркската фондова борса.
На 14 април 2008 г. е обявено, че компанията ще придобие Northwest Airlines. Интеграцията приключва през януари 2010 г.